# 阿根廷钢花
阿根廷钢花是一朵由不锈钢铸成的钢花。位于在阿根廷首都布宜诺斯艾利斯的北区联合国广场花园内。

## 建成时间
2002年4月13日建成后首次对外开放。已吸引了数百万国内外游客的观赏，成了阿根廷首都新的一个旅游景点，游客可以找到一朵常开不败的“花”。

## 位置
钢花建在阿根廷首都RECOLETA区联合国广场花园内，毗邻布宜诺斯艾利斯大学法学院。

## 钢花简介
- 花朵的西班牙语是FLORALIS GENERICO,意思是百花的代表。
- 花朵高23米.花的直径：关闭时16米，开放时32米。
- 花朵由6片大花瓣组成，总重18吨。
- 花朵的基座是一个直径44米的水池。

## 钢花的开放和关闭
这朵花主要由不锈钢和铝材铸成，早晚开放和关闭由人工电动控制。一年中每日天明时花朵打开（遇到暴风雨时例外），黄昏时花朵关闭。但有4天花开不谢：5月25日国庆节，9月21日春节，12月24日圣诞平安夜，12月31日花开迎新年。

## 设计者
此花的设计者也是捐赠人是该国优秀的建筑设计师爱德华多（EDUARDO CATALANO）。设计师旅居美国多年，早已功成名就。布大大学城，美国驻阿根廷、驻南非大使馆和纽约林肯中心的规划都出自其手。